# Архелай II
Архелай II (дав.-гр. Ἀρχέλαος) — македонський цар, який правив в 396—393 до н. е..

## Життєпис
Походив з династії Аргеадів. Ймовірно молодший син македонського царя Архелая I. Після смерті батька 399 року до н. е. владу перебрав старший брат Орест, проет фактична влада зосередилася в регента і родича Аеропа. 396 року до н. е. останній вбив Ореста, ставши царем. Своїм співцарем призначив Архелая II.
Через 2 роки внаслідок хвороби помер сам Аероп II, а влада перейшла до Архелая II. Про ще через рік або протягом того ж року того було під час полювання вбито сином Аеропа II — Павсанієм, який сам став царем.